# 小山貢翁
小山 貢翁（おやま みつおう、1930年 - ）は青森県弘前市）出身の津軽三味線奏者。初代木田林松栄に師事。津軽三味線小山流を創始した。津軽三味線の楽譜の公刊、合奏の考案などを行っている。津軽三味線で初めて東ざわりを取り入れたのも小山貢翁であるといわれている。

## 経歴
1948年テイチクレコードよりレコードデビュー、その後ビクター・コロンビアから毎年レコードが発売された。1959年、日本民謡協会のふるさと支部結成に力を尽くす。1963年貢栄会結成。1965年、日本郷土民謡協会の主催する大会に合奏曲で出場。1966年、目黒公会堂で第1回貢栄会発表会開催。1970年、テイチクより合奏曲レコードが発売される。
1976年、杉並公会堂で第1回小山貢ショー開催。1979年、第21回日本レコード大賞に出場。1980年、合奏曲に日舞を取り入れる。1981年、日本郷土民謡協会から功労章を受章。1984年、フランスのニースで行われたフェスティバルに出演。1985年、第27回日本レコード大賞に出場し、フラメンコや中国の笛・二胡との変奏曲を発表。
1987年、長男に貢を譲り、貢翁と改名。1989年、日本郷土民謡協会から技能章受章。2017年、逝去。大臣賞、新聞社賞などの受賞多数。